# Rhomboidederes
Rhomboidederes is een kevergeslacht uit de familie van de boktorren (Cerambycidae). De wetenschappelijke naam van het geslacht werd voor het eerst geldig gepubliceerd in 1963 door Zajciw.

## Soorten
Rhomboidederes omvat de volgende soorten:
- Rhomboidederes iuba Galileo & Martins, 2010
- Rhomboidederes minutus Napp & Martins, 1984
- Rhomboidederes ocellicollis Zajciw, 1963
- Rhomboidederes ravidus (Gounelle, 1909)
- Rhomboidederes unicolor (Zajciw, 1967)